# Lijst van gemeentelijke monumenten in Bladel
De gemeente Bladel heeft 62 gemeentelijke monumenten. Hieronder een overzicht. 

## Bladel
De plaats Bladel kent 29 gemeentelijke monumenten:
| Object | Bouwjaar                    | Architect      | Locatie                                 | Coördinaten                   | Nr.     | Afbeelding |
| --- | --------------------------- | -------------- | --------------------------------------- | ----------------------------- | ------- | --- |
| Dubbel woonhuis | XIXb                        |                | Bleijenhoek 12-12a                      | 51° 21' 55" NB, 5° 12' 49" OL | 1728/1  | Dubbel woonhuis |
| Luchtwachttoren 8C1 | 1950                        |                | Bossingel nabij nr. 4                   | 51° 21' 36" NB, 5° 13' 6" OL  | 1728/2  | Luchtwachttoren 8C1 |
| Boerderij | 1937                        | Dielis, J.W.   | Bredasebaan 20                          | 51° 21' 12" NB, 5° 13' 26" OL | 1728/3  | Boerderij |
| Boerderij 'De Hooiberg' met schuur                                                                                                | 1931, schuur deels 18e eeuw |                | Bredasebaan 23                          | 51° 21' 13" NB, 5° 13' 20" OL | 1728/4  | Upload foto |
| Twee woonhuisblokken | 1938                        | Buul, A. van   | Burg. Goossensstraat 36-42              | 51° 22' 10" NB, 5° 13' 5" OL  | 1728/5  | Twee woonhuisblokken |
| Voormalig klooster 'Huis van den Heiligen Antonius'                                                                               | 1898                        | Heijkants, J.  | Burg. v. Houdtplein 22 en Mariahof 2-14 | 51° 22' 7" NB, 5° 13' 12" OL  | 1728/6  | Voormalig klooster 'Huis van den Heiligen Antonius'                                                                               |
| Schuur | XIX                         |                | Franse Hoef 11                          | 51° 22' 34" NB, 5° 12' 5" OL  | 1728/7  | Schuur |
| Woonhuis | XIX                         |                | Helleneind 1                            | 51° 22' 12" NB, 5° 12' 47" OL | 1728/8  | Woonhuis |
| Woonhuis | 1934                        |                | Helleneind 11                           | 51° 22' 15" NB, 5° 12' 45" OL | 1728/9  | Meer afbeeldingen |
| Daggelderswoning | XIXd                        |                | Helleneind 24                           | 51° 22' 18" NB, 5° 12' 44" OL | 1728/10 | Daggelderswoning |
| Voormalige melkfabriek Sint Isidorus                                                                                              | 1916                        |                | Industrieweg 3                          | 51° 21' 41" NB, 5° 12' 4" OL  | 1728/11 | Meer afbeeldingen |
| Mariakapel | 1968                        |                | Kruising Molenweg / Den Houw            | 51° 22' 50" NB, 5° 13' 34" OL | 1728/12 | Mariakapel |
| Woonhuis | 1933                        | Kerkhofs, F.J. | Muggenhool 1                            | 51° 21' 40" NB, 5° 13' 12" OL | 1728/13 | Woonhuis |
| Aardappelbewaarplaats | 1952                        |                | Muggenhool ong.                         | 51° 21' 40" NB, 5° 13' 14" OL | 1728/14 | Aardappelbewaarplaats |
| Boerderij | XVIII en 1926               |                | Neterselseweg 7                         | 51° 22' 40" NB, 5° 12' 48" OL | 1728/15 | Boerderij |
| Boerderij | 1927                        |                | Neterselseweg 10                        | 51° 22' 42" NB, 5° 12' 47" OL | 1728/16 | Boerderij |
| Protestantse begraafplaats. Op deze begraafplaats bevindt zich een bakstenen lijkenhuisje uit ca. 1872 en een rode beuk uit 1648. | XIX                         |                | Oranje Nassaulaan ong.                  | 51° 22' 15" NB, 5° 13' 4" OL  | 1728/17 | Protestantse begraafplaats. Op deze begraafplaats bevindt zich een bakstenen lijkenhuisje uit ca. 1872 en een rode beuk uit 1648. |
| Voormalige dokterswoning | 1925                        |                | Sniederslaan 14                         | 51° 22' 2" NB, 5° 13' 3" OL   | 1728/18 | Voormalige dokterswoning |
| Pastorie Sint-Petrus' Bandenkerk                                                                                                  | 1865                        |                | Sniederslaan 46-48                      | 51° 22' 5" NB, 5° 13' 15" OL  | 1728/19 | Pastorie Sint-Petrus' Bandenkerk                                                                                                  |
| Woonhuis | 1903                        |                | Sniederslaan 50                         | 51° 22' 6" NB, 5° 13' 19" OL  | 1728/20 | Woonhuis |
| Voormalige jongensschool Sint Franciscus Xaverius                                                                                 | 1913                        | Heijkants, J.  | Sniederslaan 51                         | 51° 22' 4" NB, 5° 13' 13" OL  | 1728/21 | Voormalige jongensschool Sint Franciscus Xaverius                                                                                 |
| Woonhuis 'Sonnehaerdt' | XXa                         |                | Sniederslaan 54                         | 51° 22' 7" NB, 5° 13' 21" OL  | 1728/22 | Woonhuis 'Sonnehaerdt' |
| Woonhuis | XXa                         |                | Sniederslaan 67                         | 51° 22' 5" NB, 5° 13' 22" OL  | 1728/23 | Woonhuis |
| Woonhuis | XXa                         |                | Sniederslaan 73                         | 51° 22' 6" NB, 5° 13' 25" OL  | 1728/24 | Woonhuis |
| Dubbel woonhuis | 1949                        | Kerkhofs, F.J. | Sniederslaan 80-82                      | 51° 22' 7" NB, 5° 13' 28" OL  | 1728/25 | Dubbel woonhuis |
| Voormalige arbeiderswoningen | 1919                        | Wolters, F.    | Sniederslaan 89-99                      | 51° 22' 6" NB, 5° 13' 32" OL  | 1728/26 | Voormalige arbeiderswoningen |
| Boerderij | 1936                        | Dielis, J.W.   | Ten Vorsel 3                            | 51° 20' 53" NB, 5° 13' 21" OL | 1728/27 | Boerderij |
| Woonhuis | 1928                        |                | Van Dissellaan 20                       | 51° 22' 7" NB, 5° 12' 49" OL  | 1728/28 | Woonhuis |
| Boerderij | 1934                        | van Gerwen, P. | Zwartakkers 16                          | 51° 22' 4" NB, 5° 12' 33" OL  | 1728/30 | Boerderij |

## Casteren
De plaats Casteren kent 8 gemeentelijke monumenten:
| Object               | Bouwjaar | Architect              | Locatie        | Coördinaten                   | Nr.     | Afbeelding           |
| -------------------- | -------- | ---------------------- | -------------- | ----------------------------- | ------- | -------------------- |
| Boerderij            | 1920     |                        | Dorpsstraat 7  | 51° 23' 43" NB, 5° 14' 24" OL | 1728/31 | Boerderij            |
| Boerderij            | 1915     |                        | Dorpsstraat 24 | 51° 23' 42" NB, 5° 14' 31" OL | 1728/32 | Boerderij            |
| Boerderij            | 1798     |                        | Driehuis 7     | 51° 23' 59" NB, 5° 14' 43" OL | 1728/33 | Boerderij            |
| Boerderij            | 1935     |                        | Hoogeind 1     | 51° 23' 59" NB, 5° 14' 26" OL | 1728/34 | Boerderij            |
| Boerderij            | XIXa     |                        | Hoogeind 12    | 51° 24' 7" NB, 5° 14' 49" OL  | 1728/35 | Boerderij            |
| Boerderij            | 1875     |                        | Kerkstraat 21  | 51° 23' 50" NB, 5° 14' 22" OL | 1728/36 | Boerderij            |
| Pastorie             | 1909     | Franssen C. (mogelijk) | Kerkstraat 29  | 51° 23' 48" NB, 5° 14' 20" OL | 1728/37 | Pastorie             |
| R.K. Wilibrorduskerk | 1908     | C. & J. Franssen       | Kerkstraat 31  | 51° 23' 47" NB, 5° 14' 20" OL | 1728/38 | R.K. Wilibrorduskerk |

## Hapert
De plaats Hapert kent 8 gemeentelijke monumenten:
| Object                                | Bouwjaar | Architect                           | Locatie                   | Coördinaten                   | Nr.     | Afbeelding                            |
| ------------------------------------- | -------- | ----------------------------------- | ------------------------- | ----------------------------- | ------- | ------------------------------------- |
| Mariakapel                            | 1954     | van der Hart, H.                    | Ganzenstraat 25           | 51° 21' 47" NB, 5° 15' 40" OL | 1728/39 | Mariakapel                            |
| Pastorie                              | 1926     | Vorstermans                         | Kerkstraat 1              | 51° 22' 15" NB, 5° 15' 8" OL  | 1728/40 | Pastorie                              |
| Sint-Severinuskerk                    | 1922     | Franssen, C.                        | Kerkstraat 3              | 51° 22' 14" NB, 5° 15' 8" OL  | 1728/41 | Sint-Severinuskerk                    |
| Voormalige R.K. Aloysiusjongensschool | 1936     | Vervest, F.J.                       | Kerkstraat 25-27          | 51° 22' 5" NB, 5° 15' 11" OL  | 1728/42 | Voormalige R.K. Aloysiusjongensschool |
| Woonhuis, behorende bij smidse        | 1930     |                                     | Oude Provincialeweg 32    | 51° 22' 16" NB, 5° 15' 16" OL | 1728/43 | Meer afbeeldingen                     |
| Villa                                 | 1937     | Vervest, F.J. en van Buytenen, J.C. | Oude Provincialeweg 48    | 51° 22' 18" NB, 5° 15' 5" OL  | 1728/44 | Villa                                 |
| Villa                                 | 1934     | Kerkhofs, F.J.                      | Oude Provincialeweg 69    | 51° 22' 15" NB, 5° 14' 51" OL | 1728/45 | Villa                                 |
| Voormalige tramhalte                  | XXa      |                                     | Oude Provincialeweg 83-85 | 51° 22' 18" NB, 5° 14' 43" OL | 1728/46 | Voormalige tramhalte                  |

## Hoogeloon
De plaats Hoogeloon kent 10 gemeentelijke monumenten:
| Object                         | Bouwjaar | Architect      | Locatie                    | Coördinaten                   | Nr.     | Afbeelding                     |
| ------------------------------ | -------- | -------------- | -------------------------- | ----------------------------- | ------- | ------------------------------ |
| Boerderij                      | XIX      |                | De Hoef 19                 | 51° 24' 4" NB, 5° 16' 5" OL   | 1728/47 | Boerderij                      |
| Boerderij                      | XIXa     |                | Dijkstraat 2               | 51° 23' 28" NB, 5° 15' 58" OL | 1728/48 | Boerderij                      |
| Voormalige onderwijzerswoning  | 1927     | Vervest, F.    | Hoofdstraat 45             | 51° 23' 47" NB, 5° 16' 3" OL  | 1728/49 | Voormalige onderwijzerswoning  |
| Voormalige burgemeesterswoning | 1902     |                | Hoofdstraat 49             | 51° 23' 50" NB, 5° 16' 3" OL  | 1728/50 | Voormalige burgemeesterswoning |
| Boerderij                      | 1936     |                | Hoogcasteren 10            | 51° 24' 13" NB, 5° 17' 30" OL | 1728/51 | Boerderij                      |
| Schuur                         | XIX      |                | Hoogcasteren 23            | 51° 24' 17" NB, 5° 18' 5" OL  | 1728/52 | Upload foto                    |
| Mariakapel                     | 1940     | Bedaux, J.     | Hoogcasterseweg 3          | 51° 23' 52" NB, 5° 16' 15" OL | 1728/53 | Meer afbeeldingen              |
| Duitse observatiebunker        | XXb      |                | Ir. Mettropweg nabij nr. 5 | 51° 25' 17" NB, 5° 14' 15" OL | 1728/54 | Duitse observatiebunker        |
| Boerderij                      | 1900     |                | Landrop 9                  | 51° 22' 55" NB, 5° 16' 9" OL  | 1728/55 | Boerderij                      |
| Voormalige directeurswoning    | 1919     | Kooken, L.J.P. | Vessemseweg 7a             | 51° 24' 5" NB, 5° 15' 56" OL  | 1728/56 | Voormalige directeurswoning    |

## Netersel
De plaats Netersel kent 7 gemeentelijke monumenten:
| Object                                      | Bouwjaar  | Architect             | Locatie                             | Coördinaten                   | Nr.     | Afbeelding        |
| ------------------------------------------- | --------- | --------------------- | ----------------------------------- | ----------------------------- | ------- | ----------------- |
| R.K. Sint-Antonius van Padua en Brigidakerk | 1948/1949 | Geenen, C.G.G.        | De Hoeve 4                          | 51° 24' 16" NB, 5° 12' 34" OL | 1728/57 | Meer afbeeldingen |
| Pastorie                                    | 1932      | Heijkants, J. en zoon | De Hoeve 6                          | 51° 24' 16" NB, 5° 12' 35" OL | 1728/58 | Pastorie          |
| Boerderij                                   | 18e eeuw  |                       | De Lei 15                           | 51° 24' 18" NB, 5° 12' 13" OL | 1728/59 | Boerderij         |
| Boerderij                                   | 19e eeuw  |                       | Fons van der Heijdenstraat 49       | 51° 24' 38" NB, 5° 12' 54" OL | 1728/60 | Boerderij         |
| Mariakapel                                  | 1945      |                       | Fons van der Heijdenstraat / De Lei | 51° 24' 59" NB, 5° 13' 4" OL  | 1728/61 | Mariakapel        |
| Boerderij                                   | 1778      |                       | Latestraat 12                       | 51° 24' 7" NB, 5° 12' 12" OL  | 1728/62 | Boerderij         |
| Boerderij                                   | 1927      | :Gils van, J.         | Latestraat 14                       | 51° 24' 6" NB, 5° 12' 11" OL  | 1728/63 | Boerderij         |

's-Hertogenbosch ·
Alphen-Chaam ·
Altena ·
Asten ·
Baarle-Nassau ·
Bergeijk ·
Bergen op Zoom ·
Bernheze ·
Best ·
Bladel ·
Boekel ·
Boxtel ·
Cranendonck ·
Deurne ·
Dongen ·
Drimmelen ·
Eersel ·
Eindhoven ·
Etten-Leur ·
Lijst van gemeentelijke monumenten in Geertruidenberg ·
Geldrop-Mierlo ·
Gemert-Bakel ·
Gilze en Rijen ·
Goirle ·
Halderberge ·
Heeze-Leende ·
Helmond ·
Heusden ·
Hilvarenbeek ·
Laarbeek ·
Land van Cuijk ·
Maashorst ·
Meierijstad ·
Moerdijk ·
Nuenen, Gerwen en Nederwetten ·
Oirschot ·
Oisterwijk ·
Oosterhout ·
Oss ·
Reusel-De Mierden ·
Roosendaal ·
Someren ·
Son en Breugel ·
Lijst van gemeentelijke monumenten in Steenbergen ·
Tilburg ·
Valkenswaard ·
Vught ·
Waalre ·
Waalwijk ·
Woensdrecht ·
Zundert